# Горбачёва, Наталия Парфёновна
Наталия Парфёновна Горбачёва (азерб. Nataliya Parfyonovna Qorbaçova; 1906, Российская империя — не ранее 1949) — советский азербайджанский виноградарь, Герой Социалистического Труда (1949).

## Биография
Родилась в 1906 году на территории современной Курской области.
Работала звеньевой в виноградарском совхозе имени Азизбекова Шамхорского района Азербайджанской ССР. В 1948 году получила урожай винограда 163,9 центнера с гектара на площади 3 гектара.
Указом Президиума Верховного Совета СССР от 5 октября 1949 года за получение высоких урожаев винограда в 1948 году Горбачёвой Наталии Парфёновне присвоено звание Героя Социалистического Труда с вручением ордена Ленина и золотой медали «Серп и Молот».